# Oraovica (koło Grdelicy)
Oraovica (cyr. Ораовица) – wieś w Serbii, w okręgu jablanickim, w mieście Leskovac. W 2011 roku liczyła 1944 mieszkańców.